# 平澤由美
平澤 由美（ひらさわ ゆみ、1971年8月28日 - ）は、日本の女優。東京都出身。オフィス・エイツー所属。

## 出演作品

### テレビ
- 世にも奇妙な物語
- とんねるずのみなさんのおかげです
- いつか見た青い空
- 浅草・花岡写真館

### 映画
- 歓喜の歌（相崎陽子）

### 吹き替え
- 運命の元カレ（アリー）
- チャームド 〜魔女3姉妹〜（ペイジ・マシューズ（ローズ・マッゴーワン））
- ネバーセイ・ネバーアゲイン（ドミノ）※WOWOW版
- HAWAII FIVE-0（メーガン）
- プッシング・デイジー （オリーヴ・スヌーク）
- ムーラン2 （メイ）

### 舞台
- 『夜の来訪者』百合子役
- 『ドンナ・ジョアンナ』（主演／剣幸）
- 『播磨のむかし話』
- 『オズの魔法使い』主演／カゴメ劇場全国公演
- 『アイリーン』／東宝（主演／大地真央）
- 『Stop the world』
- 『さぶ』おのぶ役
- 『ヘアー'97』ダイアナ役（主演／別所哲也）
- 『GALAXY EXPRESS 999』
- 『LUNA　森のメリークリスマス』ナレーター役／エルダ公演（企画・小椋佳）
- 『オズの魔法使い』主演／カゴメ劇場全国公演
- 『花も嵐も』／東宝（主演／森　光子）
- 『リトル・ナイト・ミュージック』／ホリプロ（主演／麻実れい）
- 『エリザベート』／東宝（主演／一路真輝）
- 『ミュージカル くるみ割り人形』／サンリオ（演出／宮本亜門）
- 『モーツァルト!』／東宝
- 『ミス・サイゴン』ジジ役／東宝
- 『箱根強羅ホテル』広沢節子役（作／井上ひさし 演出／栗山民也）
- 『ミラクル』ミナ役／オールスタッフ（四国・九州公演）
- 『ジキル&ハイド』／東宝（演出／山田和也）
- 『竜馬』／乙女役　劇団星の雫
- 『クラブゴールドジパング』ゴールド役
- 『蝶々さん』
- 『ザ・ライト・イン・ザ・ピアッツァ』